# 广安云轨示范线
广安云轨示范线又称广安云轨或广安轨道交通1号线，是中华人民共和国四川省广安市与比亚迪合作建设的跨座式单轨线路，于2017年1月提出建设，现在的情况已停工。线路全长9.955千米，设置了8个站点，全部为高架站。开通后，该线路将作为比亚迪的技术示范线和广安市旅游客运及市区交通线路广安轨道交通1号线运用。同时，广安市也依托该示范线，规划了自身的远期城市轨道交通系统。

## 规划与建设
- 2017年1月12日，广安市与比亚迪签署协议，准备在广安市建设跨座式单轨技术示范线，并在广安设立“云轨”生产基地。[1]
- 2017年1月22日，广安初步确定了其示范线为广安南站－思源广场－协兴园区游客中心走向。[2]
- 2017年2月26日，广安云轨交通示范线开工。[3]
- 2017年3月9日，广安市规划局对广安邓小平故里景区旅游连接线项目路线7个站点进行了公示。[4]
- 2017年4月25日，线路开始市民广场－游客中心段的桩基施工。
- 2017年4月底，比亚迪广安轨道梁厂开始试生产。[5]
- 2017年12月31日，广安比亚迪云轨车辆厂生产的第一列单轨列车下线。
- 2018年1月17日，首列三节编组列车被吊装上轨道。[6]
- 2018年7月18日，广安轨道交通开始2018年社会公开招聘。

## 线路
广安云轨示范线全长约9.955千米，设有8个站点，自广安广门乡出发，向东再向北呈“L”型途径广安南站、广安中心城区抵达邓小平故里游客中心。全线为高架线路，在广门乡设有广门车辆段。

### 换乘
在广安南站站可通过国铁广安南站换乘国铁兰渝铁路列车。未来，在轨道交通1号线北延伸段影视城站将可以与轨道交通2号线实现换乘。

### 远期规划
该线路远期规划有北延伸段，全长9.3公里，设站6座，为全高架线路。该线将在南端与现有游客中心站相衔接。

## 列车
“云轨”列车实质上为跨座式单轨列车，最高时速80km/h，比亚迪声称拥有其知识产权。与传统车辆相比，它减轻了轨道梁和车辆的重量，自身带有储电系统且刹车时可回收电力。其列车两端呈流线型，外形与中国铁路和谐号CRH3型电力动车组有相似之处。

## 争议
许多学者对于“云轨”系统使用场景受限和载客量、兼容性以及安全问题提出了质疑。

## 事故
2018年4月20日08:40左右，广安“云轨”示范线广安区马石梯至五福桥方向的在建工地，于极限压力测试时发生临时防坠门洞钢支架局部垮塌，造成一辆皮卡工程车与两辆三轮车受损，两人受伤。

## 停工
2020年，多位网友留言询问为何广安云轨没有运营，广安市住房和城乡建设局答复称需要按法规完善云轨项目相关程序。2023年12月，广安市云轨交通有限公司在网上答复留言，称广安云轨项目还未完全竣工及验收，目前正处于整改期间，暂不具备全线开通运营的条件。